# Nancy Fraser
Nancy Fraser (Baltimore, 20 de maio de 1947)  é uma filósofa afiliada à escola de pensamento conhecida como teoria crítica.
Estudou Filosofia na City University of New York. É titular da cátedra Henry A. and Louise Loeb de Ciências Políticas e Sociais da New School University, também em Nova York.

## Carreira
A pensadora obteve seu bacharelado em filosofia na Bryn Mawr em 1969 e recebeu seu Pós Doutorado em filosofia do Centro de Pós-Graduação (Universidade da Cidade de Nova York / EUA) em 1980. Ela lecionou no departamento de filosofia da Universidade de Northwestern por muitos anos antes de se mudar para a New School, e tem sido uma professora-visitante em universidades na Alemanha, França, Espanha e Holanda. Além de suas muitas publicações e palestras, Fraser é uma ex-co-editora da Constelações, um jornal internacional de teoria crítica e democrática, onde ela permanece um membro ativo do Conselho Editorial. Ela foi convidada a ministrar as Palestras "Tanner" na Universidade de Stanford e as Palestras sobre Spinoza na Universidade de Amsterdã.

## Pensamento
Fraser é uma importante pensadora feminista, preocupada com as concepções de justiça. Argumenta que a justiça é um conceito complexo que deve ser entendido sob três dimensões separadas, embora inter-relacionadas:
- distribuição (de recursos produtivos e de renda),
- reconhecimento (na linguagem e em todo o domínio do simbólico) e
- representação (na política e no poder de tomar decisões).[5]

Para evitar concepções redutoras dos conceitos de justiça e participação democrática, ela argumenta também que os teóricos sociais deveriam sintetizar os elementos da Teoria Crítica e do Pós-estruturalismo, superando a "falsa antítese" entre os dois, para ganhar um completo conhecimento dos problemas sociais e políticos sobre o qual ambos trabalham.
Isto não significa que Fraser defenda uma vaga fusão entre as duas vertentes de pensamento. De fato, o que ela propõe é uma aproximação "neo-pragmatista", em que cada escola de pensamento separe rigorosamente os elementos úteis dos que lhe são menos úteis (ou até prejudiciais) tendo em vista as análises progressistas das instituições e dos movimentos sociais. Assim a autora está plenamente inserida na tradição das teorias progressistas, ao mesmo tempo em que modifica essa tradição com elementos de teorias recentes - do feminismo, da Teoria Crítica e do Pós-estruturalismo.
Além de seus vários livros e palestras, Fraser é editora de Constellations , uma revista internacional de Teoria Crítica.
A autora escreveu sobre uma ampla variedade de questões, mas ela é principalmente conhecida por seu trabalho sobre as concepções filosóficas de justiça e injustiça. Argumenta que a justiça pode ser entendida de duas maneiras separadas, mas correlacionadas: justiça distributiva (em termos de uma distribuição mais equitativa de recursos) e a justiça de reconhecimento (o reconhecimento igual de diferentes identidades e grupos dentro de uma sociedade.  Existem duas formas correspondentes de injustiça: má distribuição e reconhecimento incorreto.
Argumenta que muitos movimentos de justiça social nas décadas de 1960 e 1970 defenderam o reconhecimento com base em raça, gênero, sexualidade ou etnia e que o foco na correção do falso reconhecimento eclipsou a importância de desafiar os problemas persistentes de má distribuição. Em outras palavras, Fraser afirma que o foco excessivo na política de identidade desvia a atenção dos efeitos deletérios do capitalismo neoliberal e da crescente desigualdade de riqueza que caracteriza muitas sociedades.
Em um trabalho mais recente, a autora vai ainda mais longe ao vincular o foco estreito da política de identidade com o fosso cada vez maior entre ricos e pobres, particularmente no que diz respeito ao feminismo liberal, que Fraser chama de "serva" do capitalismo.